# Impulslöschverfahren

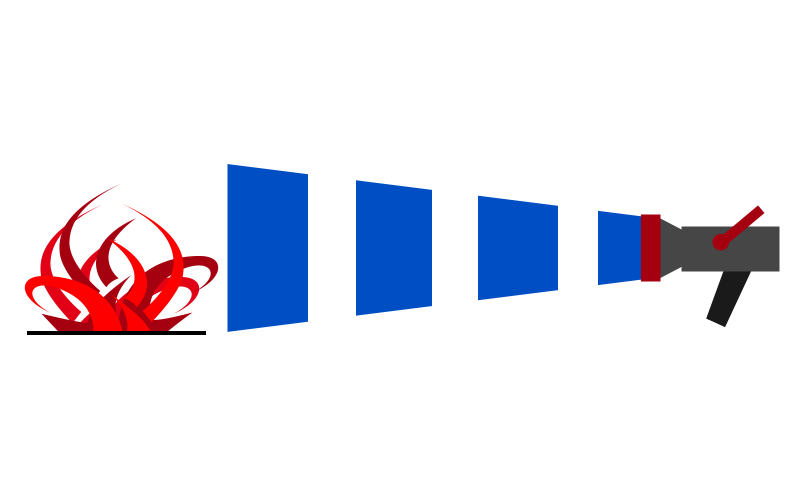
Impulslöschverfahren

Das Impulslöschverfahren bezeichnet eine Art der Brandbekämpfung.
Anstatt mit einem kontinuierlichen Strahl Wasser auf den Brandherd abzugeben, wird beim Impulslöschverfahren das Wasser stoßweise, in Impulsen, eingesetzt. Die Einsatzkräfte der Feuerwehr können so besser erkennen, wie groß der Löscherfolg ist, und die Wasserabgabe auf das Nötigste beschränken. Diese Löschtechnik, bevorzugt mit Hohlstrahlrohren eingesetzt, verhindert so Wasserschäden, die bei einer ununterbrochenen Wasserabgabe entstehen können.
Auch in der Rauchgaskühlung wird Wasser impulsartig abgegeben, um zu kontrollieren, wie weit die Temperatur der Rauchgasschicht im brennenden Raum bereits abgesenkt wurde.
Des Weiteren wird auch das Funktionsprinzip eines Impulse Fire Extinguishing Systems zur Brandbekämpfung mit impulsartig ausgestoßenem Wasser als Impulslöschverfahren bezeichnet. Hier wird das Wasser zusätzlich unter hohem Druck abgegeben (25 bar verglichen mit 6 bis 8 bar bei üblichen Löscharmaturen), um einen fein verteilten und damit hoch wirksam löschenden Wassernebel zu versprühen.